# Ludwig Boltzmann Institut für Kriegsfolgenforschung
Das Ludwig Boltzmann Institut für Kriegsfolgenforschung (BIK) ist eine österreichische Forschungseinrichtung der Ludwig Boltzmann Gesellschaft. Es besteht seit 1993. Gründungsdirektor war der Historiker Stefan Karner; er stand dem BIK bis Februar 2018 vor. Anfang März 2018 übernahm Barbara Stelzl-Marx die Leitung des Instituts; sie war seit 2001 Karners Stellvertreterin gewesen. Das BIK sitzt in Graz und hat Zweigstellen in Wien und Raabs an der Thaya.

## Das Institut
Das BIK ist ein Institut der Ludwig Boltzmann Gesellschaft und untersucht die politischen, wirtschaftlichen, gesellschaftlichen, sozialen, humanitären und kulturellen Folgen von Kriegen und Konflikten. Die Vermittlung von Forschungsergebnissen ist neben der Forschung ein weiterer wichtiger Bestandteil der Arbeit am Institut. Daher organisiert das BIK jährlich zahlreiche wissenschaftliche Veranstaltungen und ist in die Konzeption großer Ausstellungen involviert. Zudem unterstützt das Ludwig Boltzmann Institut für Kriegsfolgenforschung Angehörige bei der Nachforschung zu Kriegsgefangenen, Vermissten und Zwangsarbeitern des Zweiten Weltkriegs.
Anfang 2023 waren 27 Mitarbeiter am Institut beschäftigt.

## Forschungsschwerpunkte
Bei der Gründung 1993 wurde vor allem der Schwerpunkt in der Forschung zu österreichischen Kriegsgefangenen in der ehemaligen Sowjetunion gesetzt. Seither sind zahlreiche Forschungsschwerpunkte dazugekommen. Diese umfassen mit Stand vom Januar 2023 folgende vier Programmlinien:
1. Weltkriege
2. Kalter Krieg
3. Kinder des Krieges
4. Zwangsmigration

## Publikationstätigkeit
Das Institut ist Herausgeber dreier Reihen von wissenschaftlichen Publikationen: Die sogenannte Blaue Reihe und die Rote Reihe (Sonderbände), deren Bücher bei unterschiedlichen Verlagen erscheinen (die älteren im Selbstverlag, neuere häufig bei Leykam oder dem Studienverlag), sowie die Böhlau-Reihe (Böhlau Verlag). Diese drei Reihen umfassen aktuell etwa 70 Bücher. Als Resultat der Forschungstätigkeit am Institut wurden darüber hinaus mehrere hundert Fachartikel in verschiedenen Fachzeitschriften, Reihen und Journals sowohl in Österreich als auch im Ausland veröffentlicht.

### Blaue Reihe
- Band 1: „Gefangen in Rußland“. Die Beiträge des Symposions auf der Schallaburg 1995. Graz 1995.
- Band 2: „Beuteakten aus Österreich“. Der Österreichbestand im russischen „Sonderarchiv“ Moskau. Graz 1996.
- Band 3a: Niederösterreicher in sowjetischer Kriegsgefangenschaft während und nach dem Zweiten Weltkrieg. Graz 1998.
- Band 3b: Kärntner in sowjetischer Kriegsgefangenschaft während und nach dem Zweiten Weltkrieg. Graz 1999.
- Band 3c: Oberösterreicher in sowjetischer Kriegsgefangenschaft 1941 bis 1956. Graz 2004.
- Band 3d: Burgenländische Kriegsgefangene und Zivilverurteilte in der Sowjetunion 1941-1956. (=Burgenländische Forschungen Band 95) Eisenstadt 2007.
- Band 4: Generäle des Zweiten Weltkrieges in sowjetischer Kriegsgefangenschaft. Graz, Moskau 1998.
- Band 5: „Ein Geschenk für den Führer“. Sowjetische Zwangsarbeiter in Kärnten und der Steiermark 1942-1945. Graz 2002.
- Band 6: Dokumente zur Geschichte des Zweiten Weltkrieges in den Staatsarchiven der Republik Belarus. Ein Nachschlagewerk. (Gemeinsam mit dem Nationalarchiv der Republik Belarus). Graz, Wien, Minsk 2001.
- Band 7: Von der Front aufs Feld. Britische Kriegsgefangene in der Steiermark 1941-1945. Graz 2003.
- Band 8: NS-Zwangsarbeit in der Rüstungsindustrie. Die Lapp-Finze AG in Kalsdorf bei Graz 1939 bis 1945. Graz 2004.
- Band 9: Kriegsblinde in Österreich 1914-1934. Graz, Wien, Klagenfurt 2006.
- Band 10: Österreicher und Sudetendeutsche vor sowjetischen Militär- und Strafgerichten in Weißrussland 1945-1950. Graz, Minsk 2007.
- Band 11: Die Besatzung der Ukraine 1918. Historischer Kontext – Forschungsstand – wirtschaftliche und soziale Folgen. Graz 2008 (Ukrainische Ausgabe Chernivci 2009).
- Band 12: Österreich. Tschechien. Unser 20. Jahrhundert (Begleitband zum wissenschaftlichen Rahmenprogramm der Niederösterreichischen Landesausstellung 2009 „Österreich. Tschechien. geteilt – getrennt – vereint“). Graz, Wien 2009.
- Band 13: Österreich. Tschechien. geteilt getrennt vereint. Nachlese zur Niederösterreichischen Landesausstellung 2009. Graz, Wien, Klagenfurt 2009.
- Band 14: Hitlers Sklaven – Stalins „Verräter“. Aspekte der Repression an Zwangsarbeitern und Kriegsgefangenen. Studienverlag, Innsbruck, Wien, Bozen 2010.
- Band 15: Die Sowjetische Mineralölverwaltung in Österreich. Zur Vorgeschichte der OMV 1945-1955. Studienverlag, Innsbruck, Wien, Bozen 2010.
- Band 16: Österreichische Juden in Lettland. Flucht – Asyl – Internierung. Studienverlag, Innsbruck, Wien, Bozen 2010.
- Band 17: Brennpunkt Berg Karabach. Ein Konflikt gefriert. Hintergründe – Folgen – Auswege. Studienverlag, Innsbruck, Wien, Bozen 2011.
- Band 18: Verminte Kindheit. Erinnerungen von Kindern und Jugendlichen in der Kriegs- und Nachkriegszeit. (Hrsg.: Kriegsopfer- und Behindertenverband Österreich). Graz, Wien 2015.
- Band 19: Stalins Wirtschaftspolitik an der sowjetischen Peripherie. Ein Überblick auf der Basis sowjetischer und osteuropäischer Quellen. Studienverlag, Innsbruck, Wien, Bozen 2011.
- Band 20: Das Lager Liebenau in der NS-Zeit. Zwangsarbeiter – Todesmärsche – Nachkriegsjustiz. Leykam, Graz 2012.
- Band 21: Zwangsarbeiter in Österreich 1939-1945 und ihr Nachkriegsschicksal. Ergebnisse der Auswertung des Aktenbestandes des „Österreichischen Versöhnungsfonds“. Ein Zwischenbericht. Studienverlag, Innsbruck, Wien, Bozen 2013.
- Band 22: Fußball, Macht und Diktatur. Streiflichter auf den Stand der historischen Forschung. Studienverlag, Innsbruck, Wien, Bozen 2014.
- Band 23: Wirtschaft.Macht.Geschichte. Brüche und Kontinuitäten im 20. Jahrhundert. Leykam, Graz 2012.
- Band 24: Schweres Erbe und„Wiedergutmachung“. Restitution und Entschädigung in Österreich: Die Bilanz der Regierung Schüssel. Studienverlag, Innsbruck, Wien, Bozen 2015.
- Band 25: Des Kaisers Falke. Wirken und Nach-Wirken von Franz Conrad von Hötzendorf. Studienverlag, Innsbruck, Wien, Bozen 2013.
- Band 26: Reassuring History from Two Continents. (Festschrift Günter Bischof). Innsbruck University Press, Innsbruck 2013.
- Band 27: Erster Weltkrieg. Globaler Konflikt – lokale Folgen. Neue Perspektiven. Studienverlag, Innsbruck, Wien, Bozen 2014.
- Band 28: Auf den Spuren Wallenbergs. Studienverlag, Innsbruck, Wien, Bozen 2015.
- Band 29: Erst der Verein, dann die Partei. Der Steirische Fußball und seine Traditionsclubs im Nationalsozialismus. Leykam, Graz 2016.
- Band 30: Der erste Stein aus der Mauer. Das paneuropäische Picknick 1989. Leykam, Graz, Wien 2019.
- Band 31: Stadt in Bewegung. Grazer Sportgeschichte. Sportamt der Stadt Graz, Graz 2022.
- Band 32: Die österreichischen Kriegsgefangenen in der Moldau 1945-1955. Leykam, Graz, Wien 2022.

### Rote Reihe
- Sonderband 1: Graz in der NS-Zeit 1939 – 1945. Graz 1998.
- Sonderband 2: „Ostarbeiter“. Weißrussische Zwangsarbeiter in Österreich 1941-1945 (Gemeinsam mit dem Weißrussischen Nationalarchiv). Graz, Minsk 2003.
- Sonderband 3: Konflikte und Kriege im 20. Jahrhundert. Aspekte ihrer Folgen. Graz 2002.
- Sonderband 4: Die Rote Armee in Österreich. Sowjetische Besatzung 1945-1955. Beiträge. Eigenverlag und Oldenbourg Verlag, Graz, Wien, München 2005.
- Sonderband 5: Die Rote Armee in Österreich. Sowjetische Besatzung 1945-1955. Dokumente. Eigenverlag und Oldenbourg Verlag, Graz, Wien, München 2005.
- Sonderband 6: Sowjetische Kriegsgräber in Österreich (zweisprachig deutsch/russisch). Graz, Wien, Klagenfurt 2005.
- Sonderband 7: Widerstand in Österreich 1938-1945. Die Beiträge der Parlaments-Enquete 2005. Graz, Wien 2007.
- Sonderband 8: Die Rote Armee in der Steiermark. Sowjetische Besatzung 1945. Leykam, Graz 2008.
- Sonderband 9.1, 9.2: Prager Frühling. Das internationale Krisenjahr 1968. Beiträge bzw. Dokumente. Böhlau, Köln, Weimar, Wien 2008.
- Sonderband 10: Gedenkbuch der kasachischen Kriegstoten in Österreich (zweisprachig deutsch/russisch). Astana, Graz, Wien 2010.
- Sonderband 11: Sowjetische Tote des Zweiten Weltkrieges in Österreich. Namens- und Grablagenverzeichnis. Ein Gedenkbuch. (auch in russischer Ausgabe). Graz, Wien 2010 (2. Auflage 2015).
- Sonderband 12: Der Wiener Gipfel 1961. Kennedy – Chruschtschow. Studienverlag, Innsbruck, Wien, Bozen 2011.
- Sonderband 13: Die Ukraine zwischen Selbstbestimmung und Fremdherrschaft 1917-1922. Leykam, Graz 2011.
- Sonderband 14: Jenseits des Schützengrabens. Der Erste Weltkrieg im Osten: Erfahrung – Wahrnehmung – Kontext. Studienverlag, Innsbruck, Wien, Bozen 2013.
- Sonderband 15: Der Kreml und die Wende 1989. Interne Analysen der sowjetischen Führung zum Fall der kommunistischen Regime. Studienverlag, Innsbruck, Wien, Bozen 2014.
- Sonderband 16: Der Kreml und die deutsche Wiedervereinigung 1990. Metropol, Berlin 2015.
- Sonderband 17: Im Kalten Krieg der Spionage. Margarethe Ottillinger in sowjetischer Haft 1948-1955. Studienverlag, Innsbruck, Wien, Bozen 2016.
- Sonderband 18: Österreich – Russland. Stationen gemeinsamer Geschichte. Leykam, Graz, Wien 2018.
- Sonderband 19: Lager Liebenau. Ein Ort verdichteter Geschichte. Leykam, Graz, Wien 2018.
- Sonderband 20: 1938. Der „Anschluss“ im internationalen Kontext. Leykam, Graz, Wien 2020.
- Sonderband 21: Migration. Flucht – Vertreibung – Integration. Leykam, Graz, Wien 2019.
- Sonderband 22: Bildungshaus Schloss St. Martin. begegnen – begeistern – bilden. Leykam, Graz, Wien 2019.
- Sonderband 23: Sigmund von Herberstein. Moskovia. Die Reisen nach Moskau. Bedeutung und Erbe. Leykam, Graz, Wien 2021.
- Sonderband 24: Österreich – Polen. Stationen gemeinsamer Geschichte im 20. Jahrhundert. Leykam, Warschau, Graz 2021.
- Sonderband 25: Gorbatschow. Reformpolitik und Warschauer Pakt 1985-1991. Studienverlag, Innsbruck, Graz 2021.
- Sonderband 26: Die DDR als sowjetischer Satellitenstaat. Metropol, Graz, Wien 2021.
- Sonderband 27: Österreich und der Kalte Krieg. Ein Balanceakt zwischen Ost und West. Leykam, Graz, Wien 2022

### Böhlau-Reihe
- Band 1: Im Archipel GUPVI. Kriegsgefangenschaft und Internierung in der Sowjetunion 1941-1956. Oldenbourg, Wien, Münchem 1995.
- Band 2: Deportiert nach Hause. Sowjetische Kriegsgefangene im „Dritten Reich“ und ihre Repatriierung. Oldenbourg, Wien, Münchem 2001.
- Band 3: In der Gewalt des Feindes. Kriegsgefangenenlager in der „Ostmark“ 1939 bis 1945. Oldenbourg, Wien, Münchem 2003.
- Band 4: Kriegsgefangene des Zweiten Weltkrieges. Gefangennahme – Lagerleben – Rückkehr. Oldenbourg, Wien, Münchem 2005.
- Band 5: Stalins letzte Opfer. Verschleppte und erschossene Österreicher in Moskau 1950-1953. Oldenbourg/Böhlau, Wien, Münchem 2009.
- Band 6: Stalins Soldaten in Österreich. Die Innensicht der sowjetischen Besatzung in Österreich 1945-1955. Oldenbourg/Böhlau, Wien, Münchem 2012.
- Band 7: Besatzungskinder. Die Nachkommen alliierter Soldaten in Österreich und Deutschland. Böhlau, Wien, Köln, Weimar 2015.
- Band 8: Die Moskauer Deklaration 1943. „Österreich wieder herstellen“. Böhlau, Wien, Köln, Weimar 2015.
- Band 9: Krieg/Folgen/Forschung. Politische, wirtschaftliche und soziale Transformationen im 20. Jahrhundert.  Böhlau, Wien, Köln, Weimar 2018.
- Band 10: Kriegsgefangenschaft in Österreich-Ungarn 1914-1918. Historiographien, Kontext, Themen. Böhlau/Vandenhoeck & Ruprecht, Wien 2022.